# Asplenium × hungaricum
Asplenium × hungaricum là một loài dương xỉ trong họ Aspleniaceae. Loài này được Fraser-Jenk. & G.Vida mô tả khoa học đầu tiên năm 1981.
Danh pháp khoa học của loài này chưa được làm sáng tỏ. 